# Laire
Laire település Franciaországban, Doubs megyében. Lakosainak száma 410 fő (2022. január 1.). Laire Montbéliard, Raynans, Trémoins, Verlans, Vyans-le-Val, Héricourt és Aibre községekkel határos.

## Népesség
A település népességének változása:
| Lakosok száma | 119  | 271  | 243  | 375  | 390  | 395  | 400  | 406  | 409  | 410  |
|               | 1968 | 1982 | 1990 | 2006 | 2013 | 2015 | 2017 | 2019 | 2020 | 2022 |